# Other Voices
Other Voices je sedmi studijski album grupe The Doors. To je prvi album na kojem nema Jima Morrisona, glavnog pjevača grupe. Rad na albumu otpočeo je dok je Morrison bio na odmoru u Francuskoj, a album je izdan u listopadu 1971. godine, nešto više od tri mjeseca nakon njegove smrti. 
Mjesto glavnog pjevača preuzeli su Ray Manzarek i Robby Krieger.

## Popis pjesama
Sve pjesme napisali su Robby Krieger, Ray Manzarek, i John Densmore
1. "In the Eye of the Sun" – 4:48
2. "Variety Is the Spice of Life" – 2:50
3. "Ships with Sails" – 7:38
4. "Tightrope Ride" – 4:15
5. "Down on the Farm" – 4:15
6. "I'm Horny, I'm Stoned" – 3:55
7. "Wandering Musician" – 6:25
8. "Hang On to Your Life" – 5:36

## Izvođači
- John Densmore - bubnjevi, vokal
- Ray Manzarek  - klavijature, bas pedala, vokal
- Robbie Krieger - gitara

## Vanjske poveznice
- allmusic.com[neaktivna poveznica] - Other Voices